# Географія культури
Географія культури — одна із самостійних галузей суспільної географії, що вивчає територіальне розповсюдження культури у межах географічного простору. В рамках дисципліни розглядається характеристика особливостей культури окремих регіонів. Окремий напрямок — історична географія культури.
Специфікою географії культури, як науки, є те, що з одного боку вона найменш розвинена, а з іншого — геокультурна складова географії в цілому є однією з найдавніших.

## Атрибути науки
Об'єктом вивчення географії культури є територіальні комплекси (системи) культури.
Предметом вивчення є територіальна організація культури та її компонентів — матеріальних і духовних.
Структура географії культури за Любіцевою О. О.:
- Географія релігії, що вивчає геопросторову організацію релігійної сфери;
- Географія мистецтва — досліджує територіальну спільність видів, стилів та форм мистецтва;
- Географія способу життя — вивчає форми організації життєдіяльності суспільства, соціумів, сформовані ними комплекси матеріальної та духовної культури.

Інші галузі:
- Географія дитинства — вивчає територіальну організацію життя дітей[1].
- Спортивна географія — досліджує територіальну спільність видів спорту.